# مايك جيلز
مايك جيلز هو لاعب هوكي الجليد كندي، ولد في 1 ديسمبر 1958 في غريتر سودبوري في كندا.

## وصلات خارجية
- مايك جيلز على موقع دوري الهوكي الوطني (الإنجليزية)
- مايك جيلز على موقع قاعة مشاهير الهوكي (لاعب أن.إتش.أل) (الإنجليزية)
- مايك جيلز على موقع EliteProspects.com (الإنجليزية)
- مايك جيلز على موقع HockeyDB.com (الإنجليزية)
- مايك جيلز على موقع Hockey-Reference.com (الإنجليزية)